# Roche Braziliano

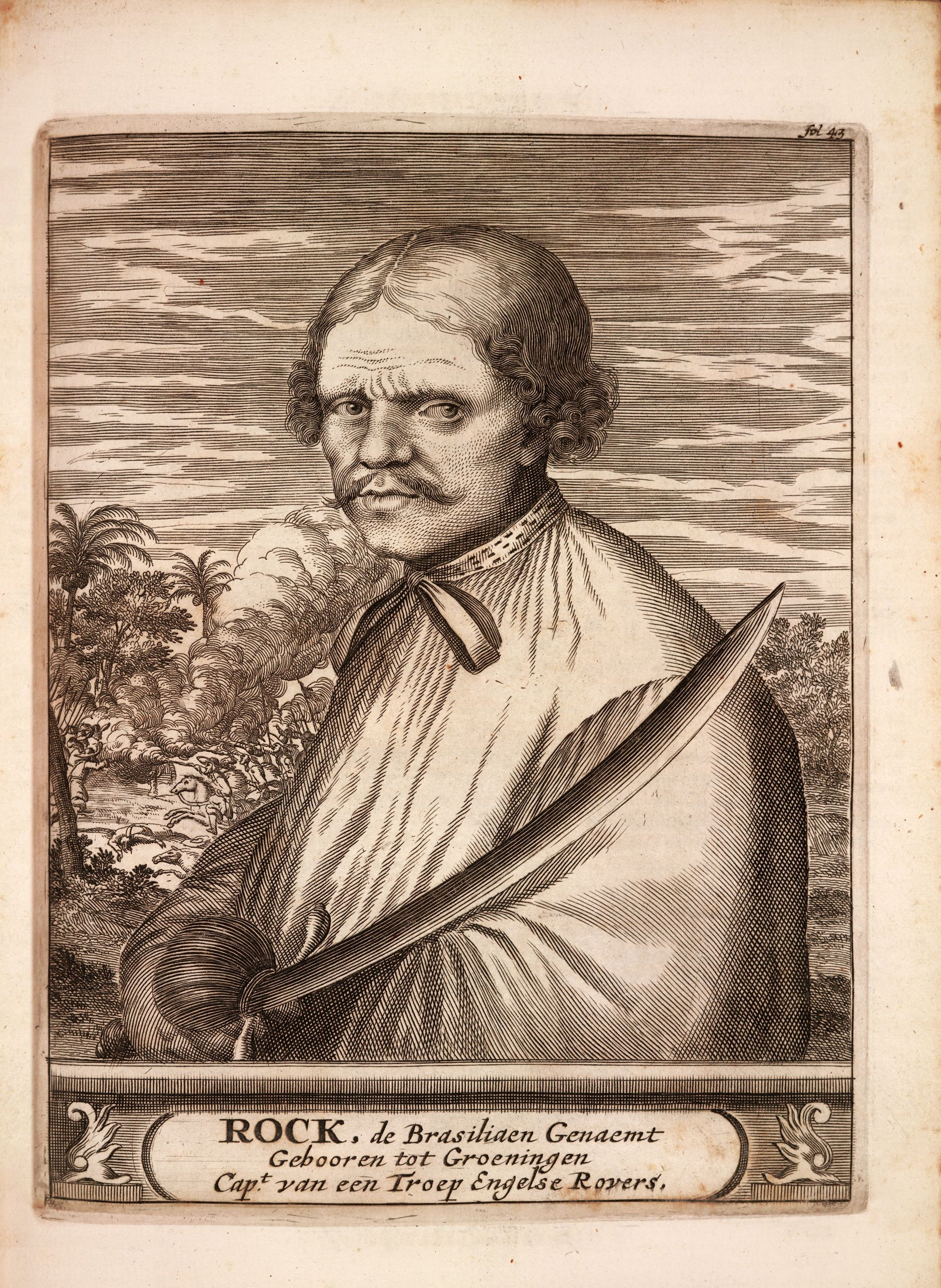
Rock der Brasilianer in De Americaensche Zee-Rovers von A. O. Exquemelin, 1678

Roche Braziliano (* um 1630 in Groningen, Niederlande; † um 1671) war ein niederländischer Pirat, der zu den Bukaniern gehörte.

## Leben
Alexandre Olivier Exquemelin, dessen 1678 erschienenes Buch De Americaensche Zee-Rovers eines der wichtigsten Quellenwerke zur Geschichte der Piraterie in der Karibik ist, beschreibt im ersten Teil seines Buches das Leben von Rock, dem Brasilianer. 
Roche Braziliano wurde um 1630 in Groningen geboren und machte von 1654 bis 1671 die Meere unsicher. Seinen echten Namen konnte man nicht mehr nachweisen, doch er ist bis heute unter seinem Spitznamen Roche Braziliano bekannt. Er wohnte längere Zeit in Brasilien. Nachdem 1654 die Niederländer den Nordosten Brasiliens aufgeben mussten, kam er auf die Insel Jamaika, schloss sich dort den Piraten an und wurde unter ihnen beliebt. Als eine Schiffsmannschaft meuterte, machten sie ihn zu ihrem Kapitän und Anführer. Sie eroberten ein spanisches Schiff, machten wertvolle Beute und brachten es nach Jamaica. Durch diese Tat gewann Rock großes Ansehen.
Roche war ein berüchtigter Bukanier, der durch seine extreme Brutalität und Trunksucht bekannt war. Seine berüchtigtsten Taten sind das lebendige Grillen zweier Spanier, weil sie ihm nicht ihre Schweine überlassen wollten, und dass er jeden erschießen ließ, der nicht mit ihm trinken wollte. Bevor er im Jahre 1654 nach Port Royal kapern ging, war er Freibeuter in Bahia. Seine Raubzüge führten ihn mehrfach in die Nähe von Campeche im Golf von Mexiko. Dort nahmen ihn die Spanier gefangen und brachten ihn nach Spanien. Er floh aus der Gefangenschaft, kaufte dem Bukanier François l'Ollonais ein neues Schiff ab und setzte seine Kaperungen fort. Später segelte er unter der Flagge von Sir Henry Morgan.

## Belege
1. ↑  Alexandre Olivier Exquemelin: Die Amerikanische See-Räuber, Nürnberg 1679, Teil 1, Kap. 7, S. 143–152. Digitalisat der Library of Congress

| Personendaten    | Personendaten          |
| ---------------- | ---------------------- |
| NAME             | Roche Braziliano       |
| KURZBESCHREIBUNG | niederländischer Pirat |
| GEBURTSDATUM     | um 1630                |
| GEBURTSORT       | Groningen              |
| STERBEDATUM      | um 1671                |